# Central High
Central High – miejscowość w Stanach Zjednoczonych, w stanie Oklahoma, w hrabstwie Stephens.